# Lago Ossa
El lago Ossa es un lago que se encuentra al oeste de la ciudad de Edéa en la Región del Litoral de Camerún. Su origen se remonta a movimientos tectónicos de la corteza terrestre. Ossa es un sitio popular para la pesca y los deportes acuáticos.